# Filmographie de Jean-Luc Godard

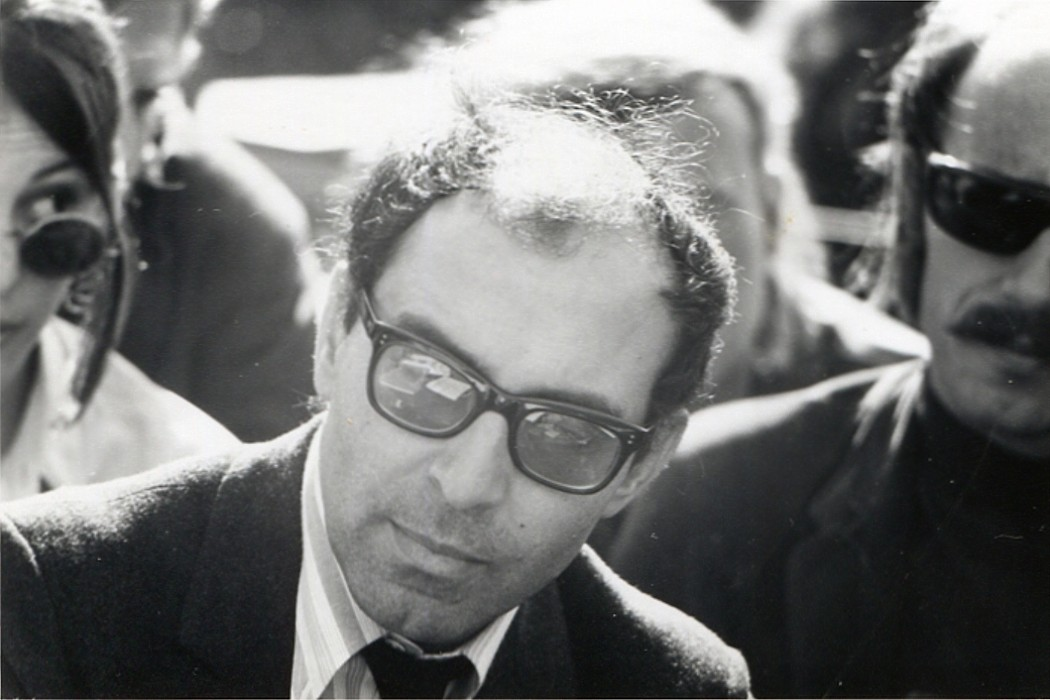
Jean-Luc Godard.

Cette filmographie reprend, en la complétant, celle établie pour Jean-Luc Godard - Documents, publié en mai 2006 par le Centre Georges Pompidou à l'occasion de l'événement Jean-Luc Godard.

## Réalisateur

### Années 1950
- 1955 : Opération béton (court métrage de 20 min)
- 1956 : Une femme coquette (court métrage de 9 min)
- 1957 : Tous les garçons s'appellent Patrick ou Charlotte et Véronique (court métrage de 21 min)
- 1958 : Une histoire d'eau (court métrage de 12 min coréalisé avec François Truffaut)
- 1958 : Charlotte et son jules (court métrage de 13 min)

### Années 1960
- 1960 : À bout de souffle
- 1960 : Le Petit Soldat
- 1961 : Bande-annonce de Lola de Jacques Demy
- 1961 : Une femme est une femme
- 1961 : La Paresse (segment du film Les Sept Péchés capitaux)
- 1962 : Vivre sa vie. Film en douze tableaux
- 1962 : Le Nouveau Monde (segment du film RoGoPaG)
- 1963 : Les Carabiniers
- 1963 : Le Grand Escroc (segment du film Les Plus Belles Escroqueries du monde)
- 1963 : Le Mépris
- 1964 : Bande à part
- 1964 : Une femme mariée. Fragments d’un film tourné en 1964
- 1965 : Montparnasse et Levallois. Un Action-Film (segment du film Paris vu par...)
- 1965 : Alphaville, une étrange aventure de Lemmy Caution
- 1965 : Pierrot le fou
- 1966 : Masculin féminin
- 1966 : Made in USA
- 1966 : Deux ou trois choses que je sais d'elle
- 1967 : Anticipation, ou l'Amour en l'an 2000 (segment du film Le Plus Vieux Métier du monde)
- 1967 : La Chinoise
- 1967 : Caméra-œil (segment du film Loin du Vietnam)
- 1967 : Bande-annonce de Mouchette de Robert Bresson
- 1967 : L’Amour (segment du film La Contestation ou Évangile 70)
- 1967 : Week-end
- 1968 : Le Gai Savoir
- 1968 : Cinétract (numéros 7, 8, 9, 10, 12, 13, 14, 15, 16, 23, 40)
- 1968 : Un film comme les autres (revendiqué a posteriori par le Groupe Dziga Vertov, constitué de Godard et Jean-Pierre Gorin)
- 1968 : One American Movie (abandonné par le Groupe Dziga Vertov puis terminé par Richard Leacock et D.A. Pennebaker en 1971 sous le titre One P.M.)
- 1968 : One + One (distribué dans une version modifiée par le producteur sous le titre Sympathy for the Devil)
- 1969 : British Sounds (coréalisé avec Jean-Henri Roger, signé a posteriori par le Groupe Dziga Vertov)
- 1969 : Pravda (coréalisé avec Jean-Henri Roger, signé a posteriori par le Groupe Dziga Vertov)
- 1969 : Le Vent d'est (signé par le Groupe Dziga Vertov)

### Années 1970
- 1970 : Luttes en Italie (Lotte in Italia) (signé par le Groupe Dziga Vertov)
- 1970 : Jusqu’à la victoire (Méthodes de pensée et de travail de la révolution palestinienne) (signé par le Groupe Dziga Vertov) (inachevé, repris dans Ici et ailleurs)
- 1970 : Vladimir et Rosa (signé par le Groupe Dziga Vertov)
- 1971 : Schick (coréalisé avec Jean-Pierre Gorin) (film publicitaire)
- 1972 : Tout va bien (coréalisé avec Jean-Pierre Gorin)
- 1972 : Lettre à Jane (Letter to Jane) (coréalisé avec Jean-Pierre Gorin)
- 1974 : Ici et ailleurs (coréalisé avec Anne-Marie Miéville)
- 1975 : Numéro deux (coréalisé avec Anne-Marie Miéville)
- 1976 : Comment ça va (coréalisé avec Anne-Marie Miéville)
- 1976 : Six fois deux / Sur et sous la communication (600 min, coréalisé avec Anne-Marie Miéville)
  - 1a : Y a personne
  - 1b : Louison
  - 2a : Leçons de choses
  - 2b : Jean-Luc
  - 3a : Photos et Cie
  - 3b : Marcel
  - 4a : Pas d’histoires
  - 4b : Nanas
  - 5a : Nous trois
  - 5b : René(e)s
  - 6a : Avant et après
  - 6b : Jacqueline et Ludovic
- 1977 : Faut pas rêver / Quand la gauche aura le pouvoir (court métrage de 4 min)
- 1979 : France, tour, détour, deux enfants (312 min, coréalisé avec Anne-Marie Miéville)
  - 1. Obscur/Chimie
  - 2. Lumière/Physique
  - 3. Connu/Géométrie/Géographie
  - 4. Inconnu/Technique
  - 5. Impression/Dictée
  - 6. Expression/Français
  - 7. Violence/Grammaire
  - 8. Désordre/Calcul
  - 9. Pouvoir/Musique
  - 10. Roman/Économie
  - 11. Réalité/Logique
  - 12. Rêve/Morale
- 1979 : Scénario de Sauve qui peut (la vie). Quelques remarques sur la réalisation et la production du film (court métrage de 20 min)
- 1979 : Sauve qui peut (la vie)

### Années 1980
- 1980 : Une bonne à tout faire (court métrage de 8 min)
- 1981 : Sauve la vie (qui peut)[1] (film de montage combinant Sauve qui peut (la vie) ainsi que d'autres films du cinéaste)
- 1982 : Lettre à Freddy Buache. À propos d’un court-métrage sur la ville de Lausanne (court métrage de 11 min)
- 1982 : Passion, le travail et l’amour : introduction à un scénario, ou Troisième état du scénario du film Passion (moyen métrage de 39 min)
- 1982 : Passion
- 1982 : Scénario du film Passion (moyen métrage de 54 min)
- 1982 : Changer d’image ou Lettre à la bien-aimée (court métrage de 10 min, épisode de la collection Le Changement à plus d'un titre)
- 1983 : Prénom Carmen
- 1983 : Petites notes à propos du film Je vous salue, Marie (vidéo de 25 min)
- 1985 : Je vous salue, Marie
- 1985 : Détective
- 1985 : Soft and Hard : Soft Talk On a Hard Subject Between Two Friends (moyen métrage documentaire de 52 min, coréalisé avec Anne-Marie Miéville)
- 1985 : Grandeur et décadence d'un petit commerce de cinéma révélées par la recherche des acteurs dans un film de télévision publique d’après un vieux roman de J.H. Chase
- 1986 : Meetin' WA (court métrage de 26 min, interview de Woody Allen par Godard)
- 1987 : Armide (segment consacré à l'opéra Armide du film Un sketch)
- 1987 : Soigne ta droite. Une place sur la Terre
- 1987 : King Lear
- 1987 : On s'est tous défilé (court métrage de 13 min, pour les stylistes Marithé + François Girbaud)
- 1987 : Closed (7 min, deux séries de dix et sept films publicitaires pour les stylistes Marithé + François Girbaud)
- 1988 : Entretien entre Serge Daney et Jean-Luc Godard (vidéo de dialogue avec le critique Serge Daney de 129 minutes)
- 1988 : Puissance de la parole
- 1988 : Le Dernier Mot (commande du journal Le Figaro, épisode de la collection Les Français vus par les Français)
- 1988 : Histoire(s) du cinéma
  - 1A : Toutes les histoires
  - 1B : Une histoire seule
- 1989 : Le Rapport Darty (moyen métrage documentaire de 52 min)

### Années 1990
- 1990 : Nouvelle vague
- 1990 : Metamorphojean (série de cinq films publicitaires pour les stylistes Marithé + François Girbaud)
- 1990 : Pue Lulla (film publicitaire commandé par France Télécom)
- 1991 : L'Enfance de l'art (épisode de la série de l'Unicef Comment vont les enfants ?) (coréalisé avec Anne-Marie Miéville)
- 1991 : Allemagne année 90 neuf zéro
- 1991 : Pour Thomas Wainggai (segment du film Contre l'oubli) (coréalisé avec Anne-Marie Miéville)
- 1992 : Parisienne People Cigarettes (film publicitaire coréalisé avec Anne-Marie Miéville)
- 1993 : Hélas pour moi
- 1993 : Les enfants jouent à la Russie
- 1993 : Je vous salue, Sarajevo (court métrage de 2 min)
- 1995 : JLG/JLG. Autoportrait de décembre
- 1995 : Deux fois cinquante ans de cinéma français (documentaire de 21 min. coréalisé avec Anne-Marie Miéville)
- 1996 : Espoir/Microcosmos (court métrage de 3 min)
- 1996 : Le Monde comme il ne va pas (court métrage d'1 min)
- 1996 : For Ever Mozart
- 1996 : Adieu au TNS (court métrage de 7 min)
- 1996 : Plus Oh ! (clip pour la chanson Plus haut sur l'album France de France Gall)
- 1998 : Histoire(s) du cinéma
  - 1A : Toutes les histoires (nouvelle version)
  - 1B : Une histoire seule (nouvelle version)
  - 2A : Seul le cinéma
  - 2B : Fatale beauté
  - 3A : La Monnaie de l’absolu
  - 3B : Une vague nouvelle
  - 4A : Le Contrôle de l’Univers
  - 4B : Les Signes parmi nous
- 1998 : The Old Place. Small Notes Regarding the Arts at Fall of 20th Century (moyen métrage documentaire de 47 min. coréalisé avec Anne-Marie Miéville)

### Années 2000
- 2000 : De l'origine du XXIe siècle (court métrage de 13 min)
- 2001 : Éloge de l'amour
- 2002 : Dans le noir du temps (segment du film Ten Minutes Older: The Cello)
- 2002 : Liberté et Patrie (court métrage de 22 min. coréalisé avec Anne-Marie Miéville)
- 2004 : Notre musique
- 2004 : Moments choisis des Histoire(s) du cinéma
- 2004 : Prière pour refusniks (court métrage de 10 min)
- 2004 : Prière (2) pour refusniks
- 2006 : Reportage amateur (maquette expo) (moyen métrage de 47 min)
- 2006 : Vrai faux passeport. Fiction documentaire sur des occasions de porter un jugement à propos de la façon de faire des films (moyen métrage de 55 min)
- 2006 : Ecce homo (court métrage de 2 min)
- 2006 : Une bonne à tout faire (nouvelle version)
- 2008 : TSR - Journal des réalisateurs : Jean-Luc Godard (court métrage télévisé de 4 min)
- 2008 : Une catastrophe (bande-annonce d'1 min de la Viennale 2008)

### Années 2010
- 2010 : Il y avait quoi (pour Éric Rohmer) (court métrage de 3 min)
- 2010 : Film Socialisme
- 2013 : Les Trois Désastres (segment du film 3x3D)
- 2014 : Adieu au langage
- 2014 : Le Pont des soupirs (segment du film Les Ponts de Sarajevo)
- 2014 : Khan Khanne (court métrage de 9 min, lettre filmée de Jean-Luc Godard à Gilles Jacob et Thierry Frémaux)
- 2015 : Prix suisse - Remerciements - Mort ou vif (court métrage de 5 min, remerciements de Jean-Luc Godard à son Prix d'honneur du cinéma suisse)
- 2018 : Le Livre d'image
- 2018 : Nos espérances (bande-annonce du Festival international du film documentaire de Jihlava 2018)

### Années 2020 (films posthumes)
- 2023 : Film annonce du film qui n'existera jamais : « Drôles de guerres » (court métrage de 19 min projeté au Festival de Cannes 2023 et réalisé avec Fabrice Aragno, Jean-Paul Battaggia et Nicole Brenez)
- 2024 : Scénarios (court métrage de 18 min, projeté au Festival de Cannes 2024)
- 2024 : Exposé du film annonce du film Scénarios (moyen métrage de 34 min, projeté au Festival de Cannes 2024)

## Scénariste
- 1960 : À bout de souffle de Jean-Luc Godard
- 1960 : Le Petit Soldat de Jean-Luc Godard
- 1961 : Une femme est une femme de Jean-Luc Godard
- 1962 : Les Sept Péchés capitaux de Claude Chabrol
- 1963 : Les Carabiniers de Jean-Luc Godard
- 1963 : Rogopag (Ro.Go.Pa.G.) de Jean-Luc Godard, Pier Paolo Pasolini, Roberto Rossellini et Ugo Gregoretti
- 1963 : Les Plus Belles Escroqueries du monde de Claude Chabrol, Jean-Luc Godard, Hiromichi Horikawa, Ugo Gregoretti et Roman Polanski
- 1963 : Le Mépris de Jean-Luc Godard
- 1964 : Une femme mariée de Jean-Luc Godard
- 1965 : Pierrot le fou de Jean-Luc Godard
- 1965 : Paris vu par… de Jean-Luc Godard, Jean Douchet, Éric Rohmer, Claude Chabrol et Jean-Daniel Pollet
- 1965 : Alphaville, une étrange aventure de Lemmy Caution de Jean-Luc Godard
- 1966 : Masculin féminin de Jean-Luc Godard
- 1966 : Made in USA de Jean-Luc Godard
- 1967 : Le Plus Vieux Métier du monde de Claude Autant-Lara, Mauro Bolognini, Philippe de Broca, Jean-Luc Godard et Franco Indovina
- 1967 : La Chinoise de Jean-Luc Godard
- 1967 : Loin du Vietnam de Jean-Luc Godard, Joris Ivens, William Klein, Claude Lelouch et Chris Marker
- 1967 : Week-end de Jean-Luc Godard
- 1968 : Le Gai Savoir de Jean-Luc Godard
- 1972 : One P.M. de Jean-Luc Godard et Donn Alan Pennebaker
- 1977 : France, tour, détour, deux enfants de Jean-Luc Godard et Anne-Marie Miéville
- 1979 : Sauve qui peut (la vie) de Jean-Luc Godard
- 1982 : Passion de Jean-Luc Godard
- 1983 : À bout de souffle, made in USA (Breathless) de Jim McBride
- 1984 : Détective de Jean-Luc Godard
- 1984 : Je vous salue, Marie de Jean-Luc Godard
- 1987 : King Lear de Jean-Luc Godard
- 1987 : Soigne ta droite de Jean-Luc Godard
- 1990 : Nouvelle vague de Jean-Luc Godard
- 1993 : Hélas pour moi de Jean-Luc Godard
- 1996 : For Ever Mozart de Jean-Luc Godard
- 1999 : The Old Place d'Anne-Marie Miéville et Jean-Luc Godard
- 2000 : Éloge de l'amour de Jean-Luc Godard
- 2003 : Notre musique de Jean-Luc Godard

## Acteur (en dehors de ses propres films)
- 1950 : Le Château de verre de René Clément
- 1950 : Le Quadrille de Jacques Rivette (court métrage)
- 1951 : Présentation ou Charlotte et son steak d'Éric Rohmer (court métrage)
- 1956 : Le Coup du berger de Jacques Rivette (court métrage)
- 1956 : La Sonate à Kreutzer d'Éric Rohmer (moyen métrage)
- 1958 : Paris nous appartient de Jacques Rivette
- 1960 : Le Signe du lion d'Éric Rohmer
- 1962 : Cléo de 5 à 7 d'Agnès Varda
- 1963 : Shéhérazade de Pierre Gaspard-Huit
- 1963 : Le Parti des choses ou Bardot et Godard de Jacques Rozier sur le tournage du Mépris
- 1965 : Jean-Luc Godard expose sa conception du cinéma (TV) de Jacques Doniol-Valcroze (37 min), émission Pour le plaisir (responsable Roger Stéphane)
- 1965 : Voluptés diaboliques (Tentazioni proibite) d'Osvaldo Civirani : lui-même
- 1966 : L'Espion de Raoul Lévy
- 1967 : Le dinosaure et le bébé, dialogue en huit parties entre Fritz Lang et Jean-Luc Godard d'André S. Labarthe : lui-même
- 1977 : Le fond de l'air est rouge de Chris Marker
- 1979 : A Weekend at the Beach d'Ira Schneider (en) (film sur les retrouvailles de Jean-Luc Godard et Jean-Pierre Gorin en 1979 sur la plage de Del Mar en Californie)
- 1980 : Godard 80 de Jon Jost
- 1981 : Reporters de Raymond Depardon
- 1981 : Cinématon no 106 de Gérard Courant[2]
- 1982 : Chambre 666 de Wim Wenders
- 1983 : Sollers-Godard, l'entretien, réédité en 2006 par Arcades video
- 1987 : Duras-Godard, documentaire réalisé par Jean-Daniel Verhaeghe
- 1996 : Jean Cocteau, mensonges et vérités (moyen métrage documentaire) de Noel Simsolo
- 1997 : Nous sommes tous encore ici d'Anne-Marie Miéville
- 2000 : Après la réconciliation d'Anne-Marie Miéville
- 2008 : Morceaux de conversations avec Jean-Luc Godard d'Alain Fleischer.
- 2011 : Marcel Ophuls et Jean-Luc Godard, la Rencontre de St-Gervais, rencontre à Genève le 31 octobre 2009 de Frédéric Choffat et Vincent Lowy[3].
- 2012 : Jean-Luc Godard, le désordre exposé, documentaire réalisé par Céline Gailleurd et Olivier Bohler pour l'INA
- 2012 : Cinéma suisse : Jean-Luc Godard, documentaire de Fabrice Aragno pour la Radio télévision suisse
- 2022 : À vendredi, Robinson, documentaire de Mitra Farahani

## Producteur
- 1966 : Le Père Noël a les yeux bleus de Jean Eustache
- 1980 : Sauve qui peut (la vie) de Jean-Luc Godard

## Dialoguiste
- 1982 : Passion de Jean-Luc Godard

## Chef monteur
- 1982 : Passion de Jean-Luc Godard
- 1996 : For Ever Mozart de Jean-Luc Godard

## Monteur
- 1987 : Soigne ta droite de Jean-Luc Godard
- 1990 : Nouvelle vague (film) de Jean-Luc Godard

## Films sur Jean-Luc Godard
- 2000 : Mai en décembre (Godard en Abitibi) de Julie Perron[4]
- 2007 : Godard, l'amour, la poésie de Luc Lagier, 53 minutes[5]
- 2013 : Chasse au Godard d'Abbittibbi par Éric Morin, 100 minutes[6]
- 2017 : Le Redoutable de Michel Hazanavicius